# Agrana Fruit Algérie
Agrana Fruit Algérie, anciennement Elafruits est une entreprise algérienne spécialisée dans la préparation et l'élaboration de fruits destinés à l'industrie agroalimentaire. Elle est le leader de la préparation de fruits en Algérie.
Agrana Algérie est principalement un fournisseur de l'industrie agroalimentaire, avec une activité limitée vers les consommateurs finaux.

## Historique
Elafruits est fondée en 2008 dans le cadre d'une joint-venture algéro-portugaise (Frulact Algérie) pour devenir à 100% algérienne en 2014. Elafruits est certifiée « FSSC 22000 », une authentification mondiale reconnue qui complète les référentiels ISO existant en la matière.
Le 12 juillet 2018, le groupe autrichien Agrana rachète 49% du capital d'Elafruits. L'unité de production basée à Akbou produit actuellement environ 5000 tonnes par an et avec ce partenariat, la capacité des deux lignes de production passera à 15000 tonnes par an.

## Direction
- Président-directeur général : Boussad Batouche